# Grzyb (Skamieniałe Miasto)

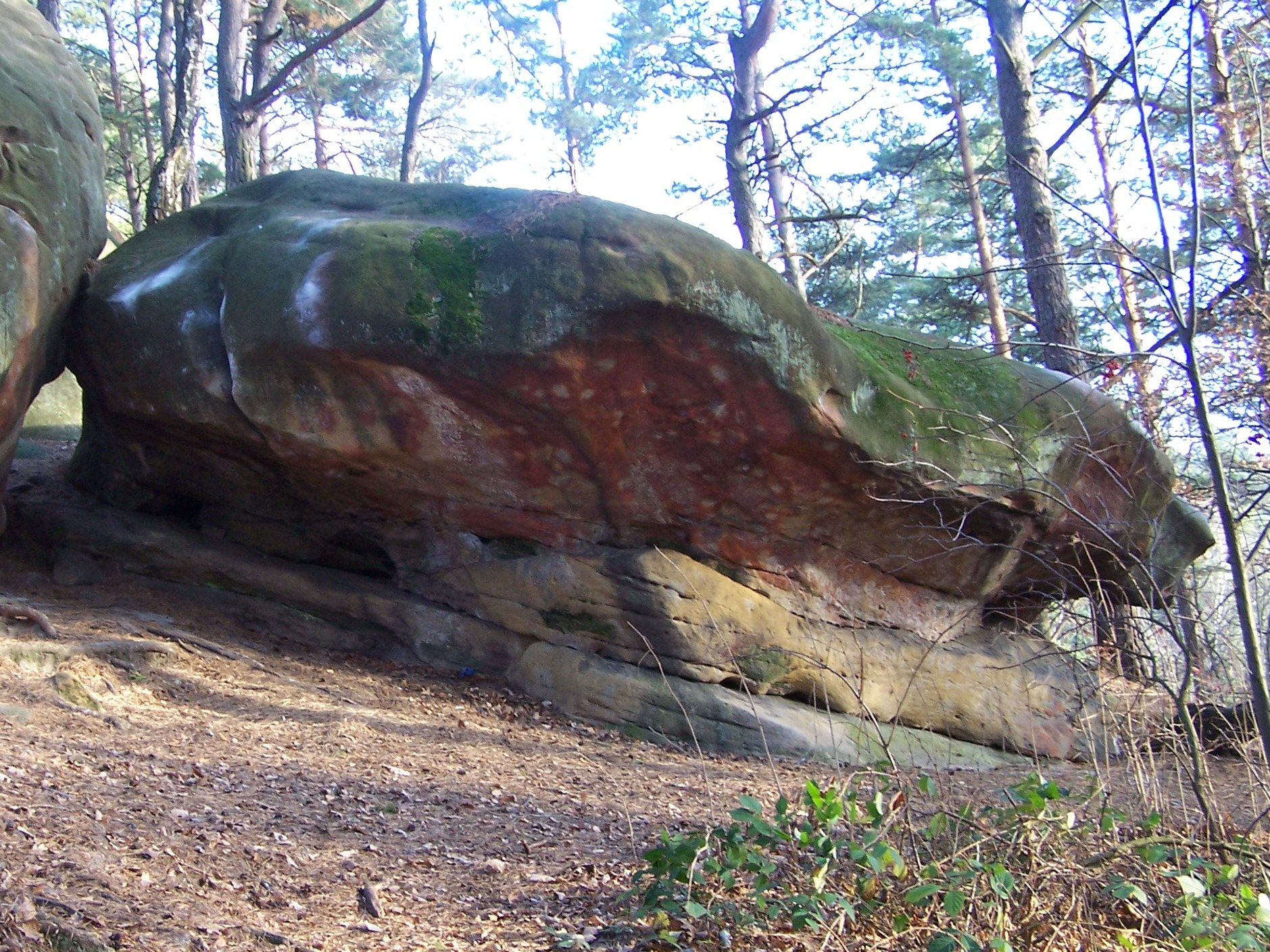

Grzyb – ostaniec w Grupie Borsuka w rezerwacie przyrody Skamieniałe Miasto na Pogórzu Ciężkowickim w miejscowości Ciężkowice w województwie małopolskim, w powiecie tarnowskim, w gminie miejsko-wiejskiej Ciężkowice. Znajduje się w górnej części skałek tej grupy, zaraz naprzeciwko Piekiełka, a poniżej Borsuka. Nazwę zawdzięcza swojemu kształtowi – przypomina nisko przycupniętego na ziemi grzyba z szerokim kapeluszem. Wrażenie to potęgują jego barwy: dolna część (trzon grzyba) jest czerwona, górna (kapelusz), porośnięta mchami i porostami jest zielona.
Skała powstała w wyniku selektywnego wietrzenia. Zbudowana jest z piaskowca ciężkowickiego, który powstał w wynik sedymentacji osadów na dnie dawnego Oceanu Tetydy. W okresie polodowcowym piaskowiec ten podlegał wietrzeniu. Najbardziej na wietrzenie narażone były płaszczyzny spękań ciosowych, przetrwały zaś fragmenty najbardziej odporne na wietrzenie. Doprowadziło to do powstania różnorodnych, izolowanych od siebie form skałkowych. Czerwona barwa Grzyba pochodzi od ilastych, lub mułowcowych skał, które w wielu miejscach Skamieniałego Miasta stanowią domieszkę do piaskowca. Powstały one w wyniku sedymentacji pelagialicznej.
Dla uprawiających bouldering Grzyb jest atrakcyjnym obiektem wspinaczkowym. Jest na nim 10 dróg wspinaczkowych (baldów) o trudności od 5 do 8b w skali francuskiej. Jednak obowiązuje zakaz wspinaczki na skały w rezerwacie przyrody Skamieniałe Miasto. W czasie wspinaczki skały ulegają uszkodzeniu, w szczególności zaś rosnące na nich porosty.
Pomiędzy skałami Grupy Borsuka prowadzi znakowany szlak turystyczny. Wędrówkę nim można rozpocząć od parkingu znajdującego się w odległości około 1 km od centrum Ciężkowic, po lewej stronie drogi wojewódzkiej nr 977 z Tarnowa do Gorlic.